# Sieglinde Zach
Sieglinde Zach (* 5. November 1949 in Voitsberg, Steiermark) ist eine österreichische Politikerin (ÖVP).

## Leben
Sieglinde Zach besuchte die Volksschule in Stallhofen, danach die Hauptschule in Voitsberg. Die Allgemeine Gesundheits- und Krankenpflegeschule der Luisenschwestern in Graz schloss sie 1969 mit einem Diplom ab. Im Jahr 1980 begann sie die Sonderausbildung für Führungsaufgaben der mittleren Führungsebene zur Stationsschwester und 1988 legte sie die Berufsreifeprüfung zur Studienberechtigung an der Universität Graz ab.
Von 1969 bis 1970 arbeitete sie als Diplomkrankenschwester im Landeskrankenhaus Voitsberg, ab 1971 war sie im Pflege- und Seniorenheim als Diplomkrankenschwester tätig, ab 1980 als Stationsschwester und ab 1996 war sie Leiterin des Pflegedienstes. Daneben war sie Betriebsratsobfrau und Bezirksobfrau des Österreichischen Arbeitnehmerinnen- und Arbeitnehmerbundes des Bezirkes Voitsberg und Gemeinderätin der Stadtgemeinde Voitsberg sowie Landesleiterin der Katastrophenhilfe Österreichischer Frauen.
Sieglinde Zach war in der XII. Landtagsperiode Steirische Landesrätin. Sie wurde als Nachfolgerin des ausgeschiedenen Landtagspräsidenten Franz Wegart am 19. Oktober 1993 angelobt. Auch wurde sie als Ersatzmitglied des Bundesrates nominiert.